# Eucalyptus fastigata
Eucalyptus fastigata llamado comúnmente barril pardo ("brown barrel") o "cut-tail" es un árbol del género Eucalyptus abundante del sureste de Australia.

## Descripción
Puede crecer hasta 60 metros de altura en los ejemplares más altos, sin embargo en su mayoría se le ve entre 30 y 45 metros de alto. El barril pardo crece en áreas frescas de alta pluviosidad con suelos fértiles. Se les puede ver en el Jardín Botánico Monte Tomah en las  Montañas Azules.
La madera es apreciada, es usada para construcción. El barril pardo tiene ramas superiores cremosas lisas y una corteza oscura en el tronco y ramas principales.
Similar al  Fresno de montaña, las inflorescencias están con frecuencia  en pares. 

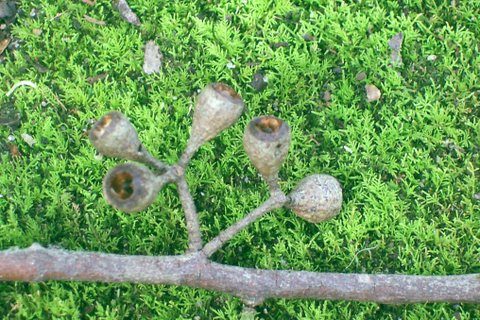
Nueces de eucalipto en pares del Barril pardo.

## Taxonomía
Eucalyptus fastigata fue descrita por Maiden H.Deane y publicado en Proceedings of the Linnean Society of New South Wales 21: 809. 1897.
Etimología
Eucalyptus: nombre genérico que proviene del griego antiguo: eû = "bien, justamente" y kalyptós = "cubierto, que recubre". En Eucalyptus L'Hér., los pétalos, soldados entre sí y a veces también con los sépalos, forman parte del opérculo, perfectamente ajustado al hipanto, que se desprende a la hora de la floración.
fastigata: epíteto latíno que significa "erecta y paralela".

## Bibliograría
- «Eucalyptus fastigata». PlantNET - NSW Flora Online. Consultado el 17 de noviembre de 2009.